# Бретт Пітмен
Бретт Пітмен (англ. Brett Pitman, нар. 31 січня 1988, Сент-Гелієр) — англійський футболіст, нападник і капітан команди клубу «Портсмут».
Виступав, зокрема, за клуби «Борнмут» та «Іпсвіч Таун».

## Ігрова кар'єра
У дорослому футболі дебютував 2006 року виступами за команду клубу «Борнмут», в якій провів чотири сезони, взявши участь у 173 матчах чемпіонату.  Більшість часу, проведеного у складі «Борнмута», був основним гравцем атакувальної ланки команди. У складі «Борнмута» був одним з головних бомбардирів команди, маючи середню результативність на рівні 0,34 голу за гру першості.
Згодом з 2010 по 2015 рік грав у складі команд клубів «Бристоль Сіті» та «Борнмут».
Своєю грою за останню команду привернув увагу представників тренерського штабу клубу «Іпсвіч Таун», до складу якого приєднався 2015 року. Відіграв за команду з Іпсвіча наступні два сезони своєї ігрової кар'єри. Граючи у складі «Іпсвіч Тауна» також здебільшого виходив на поле в основному складі команди.
До складу клубу «Портсмут» приєднався 2017 року. Станом на 29 вересня 2018 року відіграв за клуб з Портсмута 45 матчів в національному чемпіонаті.